# Sr. Cranc
Eugene Cranc (en anglès i originalment, Eugene Harold Krabs), anomenat simplement Sr. Cranc o Krank (en anglès, Mr. Krabs), és un personatge fictici en la sèrie de dibuixos animats nord-americana Bob Esponja. Rep la veu de Clancy Brown (doblada en català per Domènec Farell). El Senyor Cranc es veu en la majoria dels episodis de la sèrie, així com a les pel·lícules, videojocs i altres mitjans de comunicació basats en la sèrie. A més, ha estat presentat en un sens fi de joguines, jocs, peluixos i altres articles promocionals populars.

## El paper en Bob Esponja
El Senyor Cranc, Sorreta i Balamar són els "tritagonistes" de Bob Esponja. El Senyor Cranc és l'amo i fundador del restaurant Crustaci Cruixent. El seu rival (i ex millor amic) Plankton té un restaurant competidor anomenat la Galleda Amiga situat a l'altra banda del carrer del Crustaci Cruixent.

## Personalitat
Nascut el 30 de novembre 1942, el Senyor Cranc és extremadament ric, però és molt gasiu (encara conserva el primer dòlar que va guanyar) i molt llaminer. De fet, considera els diners com éssers vius, i en episodis recents que, renya altres persones quan perden diners i cada vegada que creu que té l'oportunitat de fer-se ric algunes parts del seu cos (i de vegades fins i tot tot el seu cos sencer) es converteixen en la forma de signes de dòlar, o barres d'or i plata. Els plans per obtenir i retenir els seus diners són sovint ridículs o bojos. El Senyor Cranc ha venut la seva ànima múltiples vegades, un cop a Bob Esponja, i una vegada que va perdre el cap a l'estil de capità Ahab a la recerca d'un simple dòlar (el que feia el nombre d'un milió guanyats.).
El Senyor Cranc viu en una àncora rovellada amb la seua filla Perla de 16 anys. Perla està constantment avergonyida pel seu pare i les seves pallassades d'avar, la qual els porta a mostrar una certa distància entre si. En l'episodi "Grandpappy el Pirata", revela al seu avi Barba-roja que no és un pirata i creu que li va provocar la decepció al besavi, però Barba-roja es mostra realment molt orgullós pels preus abusivament alts del seu net per al menjar en el Crustaci Cruixent (en el mateix episodi, es revela que El Senyor Cranc va ser una vegada un pirata també, però sentia que no era rendible per d'haver de pagar i cuidar de la seva colla. Va decidir entrar en el negoci dels restaurants. El Senyor Cranc també s'ha vist amb un cuc mascota anomenada senyor Doodles, que s'ha vist en tan sols uns pocs episodis, però llavors, passegen junts sovint.